# Barilon
Barilon war ein Volumen- und Flüssigkeitsmaß in Katalonien, vornehmlich für Wein und Branntwein.
- 1 Barilon = 30,14 Liter
- 1 Carga = 4 Barilons = 8 Mallals = 16 Cortans/Quartans = 512 Petricons = 120,56 Liter